# Linia kolejowa Żłobin – Kalinkowicze
Linia kolejowa Żłobin – Kalinkowicze – linia kolejowa na Białorusi łącząca stację Żłobin ze stacją Kalinkowicze. Jest to fragment linii Żłobin - Mozyrz - Korosteń.
Linia znajduje się w obwodzie homelskim.
Linia na całej długości jest jednotorowa. W latach 2020–2021 przeprowadzono jej elektryfikację (planowy czas jej zakończenia to koniec 2021).

## Historia
Linia powstała w drugim dziesięcioleciu XX w. i otwarta została w latach 1915-1916 jako część linii Petersburg - Odessa. Początkowo leżała w Imperium Rosyjskim, następnie do 1991 w Związku Sowieckim. Od 1991 położona jest na Białorusi.